# Amonijev pikrat
Amonijev pikrat (tudi dunnit, eksploziv D) je predstavnik eksplozivov, ki ga je leta 1906 izumil major Dunn. Amonijev pikrat je sol, ki nastane z reakcijo pikrinske kisline in amonijaka. 
Dunnit je prvi eksploziv, ki se je uporabljal v zračnih bombniških operacijah v zgodovini, saj so ga uporabljali italijanski piloti v Libiji leta 1911.
Uporablja se kot polnitev protioklepnih komulativnih izstrelkov in je neobčutljiv na tresljaje.

## Postopek izdelave
En gram pikrinske kisline se raztopi v 100 ml amonijaka in segreje do približno 80 °C. Nastalo raztopino se posuši, preostali kristali pa so kristali amonijevega pikrata.